# オーストリア＝ハンガリー帝国

オーストリア＝ハンガリー帝国
Österreichisch-Ungarische Monarchie (ドイツ語)
Osztrák-Magyar Monarchia (ハンガリー語)

国の標語: Indivisibiliter ac inseparabiliter（ラテン語）
分割できず、分かれ難い国歌: Gott erhalte Franz den Kaiser（ドイツ語）
神よ、皇帝フランツを守り給え
1913年のオーストリア＝ハンガリー帝国の領域

| 先代             | 次代 |
| ---------------- | --- |
| オーストリア帝国 | ドイツ＝オーストリア共和国 ハンガリー民主共和国 チェコスロバキア共和国 ポーランド共和国 スロベニア人・クロアチア人・セルビア人国 西ウクライナ人民共和国 ルーマニア王国 イタリア王国 カルナーロ＝イタリア執政府 |
オーストリア＝ハンガリー帝国（オーストリア＝ハンガリーていこく、ドイツ語: Österreichisch-Ungarische Monarchie または Kaiserliche und königliche Monarchie、ハンガリー語: Osztrák-Magyar Monarchia）は、かつて中央ヨーロッパに存在した多民族国家である。ハプスブルク帝国の一つで、ハプスブルク家領の最後の形態である。

## 概要
ハプスブルク家（ハプスブルク＝ロートリンゲン家）の君主が統治した連邦国家であり、国家連合に近い。1867年に、従前のオーストリア帝国がいわゆる「アウスグライヒ」により、ハンガリーを除く部分とハンガリーとの同君連合として改組されることで成立し、1918年に第一次世界大戦に敗北して解体するまで存続した。
領土には、オーストリア・ハンガリー・ボヘミア・モラヴィア・シュレージエン・ガリツィア・スロバキア・トランシルバニア・バナト・クロアチア・カルニオラ・キュステンラント・スラヴォニア・ブコヴィナ・ボスニア・ヘルツェゴビナ・イストリア・ダルマチアなど、多くの地域を抱える大国だった。

## 国号
正式名称はドイツ語で
Die im Reichsrat vertretenen Königreiche und Länder und die Länder der heiligen ungarischen Stephanskrone
マジャル語で
A birodalmi tanácsban képviselt királyságok és országok és a magyar Szent Korona országai
であり、日本語に訳すと「帝国議会において代表される諸王国および諸邦ならびに神聖なるハンガリーのイシュトヴァーン王冠の諸邦」となる。「オーストリア＝ハンガリー帝国」以外の慣用的な呼び名としてはオーストリア＝ハンガリー二重帝国、オーストリア＝ハンガリー君主国などともいう。漢字による表記では墺洪国、墺洪帝国と表記される。
正式なものではないが、オーストリア側を指してツィスライタニエン（ライタ川のこちら側）、ハンガリー王国側を指してトランスライタニエン（ライタ川の向こう側）という呼称も存在した。
なお「帝国議会において代表される諸王国および諸邦」は、1915年に「オーストリア諸邦（Österreichische Länder）」と改称し、正式名称は「オーストリア諸邦ならびに神聖なるハンガリーのイシュトヴァーン王冠の諸邦」となった。この時期は「オーストリア」の範囲は、あくまでハンガリーを含むものであるとする大オーストリア主義的な地域統治案を堅持していた。

## 国旗
オーストリア＝ハンガリー帝国には共通の国旗は存在しなかったが、ハプスブルク君主国の旗（黒黄旗）が事実上の国旗として用いられた。また、ハンガリー王冠領（トランスライタニエン）ではハンガリーの紋章が付いた赤白緑の三色旗が国旗として用いられた。

ハプスブルク君主国の旗
ハンガリー王国の国旗

軍艦旗はオーストリアの旗に紋章を加えたものが用いられた。民間用の商船旗はオーストリアとハンガリーの旗を組み合わせ、それぞれに王冠と紋章が付けられたものが使用された。

軍艦旗
軍艦旗の別バージョン
商船旗
商船旗の別バージョン

## 歴史

### オーストリア帝国の衰勢
1848年革命はヨーロッパ中に波及し、ウィーンでも暴動が起こるなど混乱の中、フェルディナント1世が退位して若き甥フランツ・ヨーゼフ1世が帝位を継いだ。しかし、すでに帝国は衰退傾向にあった。
1853年、不凍港獲得を目指すロシア帝国は、オスマン帝国との間に戦端を開く（クリミア戦争）。これに対し、バルカン半島におけるロシアの影響力増大を恐れたオーストリアは、オスマン帝国を支持した。このため、ウィーン体制の成立以来友好を保っていたロシアとの関係が悪化した。これは神聖同盟の完全な崩壊を意味し、ロシアの後押しを失ったオーストリアは、ドイツ連邦内における地位を低下させた。1859年にはイタリア統一をもくろむサルデーニャ王国との戦争に敗北し、ロンバルディアを失った。1866年にもプロイセン王国の挑発に乗って普墺戦争を起こし、大敗を喫した。その結果オーストリアを盟主とするドイツ連邦が消滅してその威光を失うなど、徐々に国際的地位を低下させていった。

### 二重帝国の成立
この帝国の衰退に希望を抱く人々がいた。帝国内の諸民族である。先に挙げたようにオーストリア帝国は、既に数多くの民族を抱える多民族国家であった。しかし支配階級はドイツ人であり、彼らだけが特権的地位を有していた。以前からドイツ人以外の民族の自治獲得・権利獲得の運動はあったが、帝国軍に鎮圧されていた。しかし、衰退傾向にあるこの時期、諸民族は活発に動き出した。そもそも民族運動が活発なのは、支配階級であるドイツ人が国内における人口の過半数を占めていないことも原因に挙げられる。ドイツ人は帝国内の総人口の24%にすぎず、諸民族が力を持てばどうにも抑えようがなかった。帝国は改革を余儀なくされたが、改革路線として2つの道があった。
1. ドイツ人支配をあきらめ、諸民族との平等な関係にもとづく連邦国家とする。
2. 帝国内人口20パーセントを有するマジャル人（ハンガリー人）と友好を結び、ドイツ人とマジャル人で帝国を維持する。

だが、特権的地位を手放したくないドイツ人達の抵抗、諸民族による支配で帝国の様相の劇的変化を恐れる、皇帝をはじめとする支配者の存在などの要因があいまって、後者の方針が採られた。その結果1867年、帝国を「帝国議会において代表される諸王国および諸邦」（ツィスライタニエン）と「神聖なるハンガリーのイシュトヴァーン王冠の諸邦」（トランスライタニエン）に二分した。このドイツ人とマジャル人との間の妥協を「アウスグライヒ」という。君主である「オーストリア皇帝」兼「ハンガリー国王」と軍事・外交および財政のみを共有し、その他はオーストリアとハンガリーの2つの政府が独自の政治を行うという形態の連合国家が成立した。これが「オーストリア＝ハンガリー帝国」である。

### 自治獲得の動き
しかし、（いわゆる）オーストリアとハンガリーに分割しても、オーストリアではドイツ人35.6%、ハンガリーではマジャル人48.1%という具合に、ドイツ人とマジャル人はそれぞれの国内で過半数を占めていなかった。そこでハンガリー政府はクロアチア人と妥協して協力を得ることで過半数に達した（ナゴドバ法）。そのような中でハンガリーは国内の「マジャル化」を推し進めた。一方オーストリアでは、新憲法で「民族平等」を謳ったが、ドイツ人の反発とハンガリー政府からの要請があり、ポーランド人と協力して憲法を廃案に追い込み、ポーランド人と妥協することで支配的地位を保とうとした。
その後も民族の自治獲得の動きは鎮静化せず、むしろいっそう激化し始めた。まずは工業地帯を握るボヘミア人（チェコ人）の発言力が増し、資本家・経営者および金融業者のほか、医者・弁護士やジャーナリストなどの専門職従事者も多いユダヤ人もまた発言力を増した。従来の地位を保持しようとするドイツ人と、新たな権利を得ようとする他民族との対立が目立ち始めることとなった。ハンガリー地域でも、マジャル化という同化政策に反して諸民族の自治・権利を獲得しようとする動きが高揚してきていた。しかしこの時点では、どの民族も「帝国からの独立」を望んではいなかった。それは、プロイセン主導の統一ドイツならびにロシア帝国という2つの大国に挟まれた地域で、小国が分立していては生き残れないことを自覚していたためである。各地域の住民が「独立」するのではなく、あくまでオーストリア＝ハンガリー帝国という大きい枠のなかで「自治」を得る、つまり諸民族の連邦国家を望んでいたのである。

### 皇帝一族の不幸
民族問題もさることながら、ハプスブルク家にとってもこの帝国の末期は悲劇の連続だった。まず1863年、ナポレオン3世の誘いに乗って、フランツ・ヨーゼフ1世の弟マクシミリアンがメキシコ皇帝に即位するも、フランス軍がメキシコ大統領ベニート・フアレスの徹底抗戦によって撤退を余儀なくされ、マクシミリアン皇帝はそのまま見捨てられてしまい二重帝国成立と同じ1867年に銃殺刑に処された。1889年には、皇太子ルドルフがマイヤーリンクで謎の情死事件により落命した（暗殺の疑惑も残る）。皇后エリーザベトはこの事件以来いっそう頻繁に旅行するようになるが、1898年に旅行先のスイスで無政府主義者により暗殺された。皇帝は激しく落胆したが、政務に没頭するようになった。19世紀後半オーストリア＝ハンガリーの産業にフランス資本が主役を演じていたのに対し、普仏戦争後ドイツ帝国資本の比重が漸次高まった。1901年、二重帝国における外資総額において、フランス資本が30.3%を占めたのに対し、ドイツ資本は49%にも達したのである。

### サラエボ事件
1908年、オスマン帝国で青年トルコ人革命が起き、その混乱に乗じてオーストリアはボスニア・ヘルツェゴヴィナ両州を併合した。ここにはセルビア人が多く、南のセルビア王国への帰属を望む人々が多かった。またムスリムも多く、彼らはオスマン帝国への帰属を望み、一方カトリック信者はオーストリアへの帰属を望んでいた。そうした民族だけでなく宗教的にも複雑な地域を無理やり併合したオーストリアへの反感があがるのも当然のことだった。その後、2度のバルカン戦争を経て、バルカン半島は「汎ゲルマン主義」と「大セルビア主義」、それに加えて「汎スラヴ主義」が角逐し、個々の民族間でも対立が激化して「ヨーロッパの火薬庫」の様相を深めていった。
1914年6月28日、皇位継承者フランツ・フェルディナント大公は妻ゾフィーとともにボスニアの州都サラエヴォを軍の閲兵のために訪れていた。オープンカーでパレードしていたところに、「青年ボスニア (Mlada Bosna, ムラダ・ボスナ)」のボスニア出身のボスニア系セルビア人で民族主義者のテロリスト、プリンチプが、この皇位継承者夫妻を銃撃した。2人は奇しくも結婚記念日のこの日に暗殺された。これを「サラエボ事件」といい、ヨーロッパ中に戦乱を告げる狼煙となった。オーストリア軍部はこれを口実にセルビアを討つことを叫んだ。国民は最初は大公暗殺に関しては冷めていたが、貴賤結婚だった大公夫妻の葬儀は簡素に行われ、これが市民の同情を誘い、「セルビア討つべし」の声が高まった。

### 第一次世界大戦の勃発
オーストリア側は、7月24日期限付きの最後通牒をセルビア政府に突きつけた。セルビア側は一部保留の回答をし、オーストリア側はこれを不服としてセルビアと開戦した。ドイツがロシアに圧力をかけ、動きを封じるはずだったが、ロシアはセルビア側につきオーストリアと開戦した。続いてドイツもロシアと戦争状態に入り、ドイツと三国同盟関係にあるオーストリアも遅れてロシアに宣戦。ロシアと三国協商関係にあったイギリス・フランスも相次いで同盟側に宣戦し、ヨーロッパ全土を巻き込んだ第一次世界大戦が勃発した。
開戦当初、どこの国も3か月以内で終了すると予想していた。当初はオーストリア＝ハンガリー帝国内の諸民族も政府を支持して戦った。しかし、予想に反し戦争は長期に及んだ。初戦で小国セルビアに敗北したオーストリア軍は、軍事力の弱さを露呈した。多民族国家ゆえに軍の近代化に遅れを取っており、軍内部で使用される言語さえも統一されていなかった。そのため、翌年からは同盟国のドイツ帝国の支援に依存する状況に陥った。
1916年には、68年間帝国に君臨してきた皇帝フランツ・ヨーゼフ1世が死去し、国内に動揺が走った。さらに1917年にはアメリカが協商側で参戦し、連合国（協商のアメリカ参戦後の名称）は高らかに「民主主義と封建主義の戦い」を戦争目的として宣伝した。同年11月には、ロシアで十月革命が起き、「パンと平和」を掲げた。その影響で、帝国内では長い戦争の疲れもあいまって厭戦ムードが高まった。帝国は「民主的連邦制」へ向けた国内改革を迫られた。しかし、皇帝カール1世は理解を示したが、ドイツ人保守派の反抗と諸民族の歩調のずれで、改革は進まなかった。

### ハプスブルク帝国崩壊
そのような中、マニフェストどおりロシアのボリシェヴィキ政府（レーニン政府）はドイツと単独講和し、ブレスト＝リトフスク条約を結んで戦線を離脱した。同盟側が西部戦線で攻勢を強めるのは必至だった。連合国は極秘にオーストリア＝ハンガリー帝国と単独講和を結ぼうとしたが、ドイツに発覚して失敗した。オーストリア側から連合国に講和を持ち込むも、フランスがこれを公にして失敗し、ドイツとの間にも溝ができてしまうありさまだった。
そんな中、シベリアでチェコスロヴァキア軍団（チェコ軍団）の活躍があった。その救出目的にシベリア干渉の名目も立ち、連合国にとってチェコスロヴァキア軍団の活躍は目覚しかった。そこでチェコ人指導者トマーシュ・マサリクは、しきりにチェコスロヴァキア独立を連合国側に持ちかけ、連合国はマサリクの「チェコスロヴァキア国民会議」を臨時政府として承認した。当初、オーストリア＝ハンガリー帝国の解体を戦争目的としていなかった連合国は、それをあっさり踏み越えた。これが端緒となり、帝国内の諸民族は次々と独立を宣言した。盟邦ハンガリーも完全分離独立を宣言した。
皇帝カール1世はこれをつなぎとめようとしたが果たせず、1918年秋に「国事不関与」を宣言して国外へ亡命した。ここに650年間、中欧に君臨したハプスブルク家の帝国、オーストリア＝ハンガリー帝国はもろくも崩壊した。しかし、その継承諸国の辿った歴史は、いずれも悲惨なものであった。

## 評価

帝国の言語分布(1910年時点)
ドイツ語
マジャル語
チェコ語
スロバキア語
ポーランド語
ウクライナ語
スロベニア語
セルビア・クロアチア語
ルーマニア語
イタリア語

普墺戦争に完敗したオーストリア帝国の19世紀後半から20世紀前半にかけての世界的な評価は、「諸民族の牢獄」「遅れた封建体制国家」などとあまり良くなく、民族自決理念による各民族の自立は、現実には連合国にとっての戦争の正当化のための宣伝材料ともなった。中でも「ポーランド復活」は、連合国にとって戦争目的の本丸と同義であり、これを果たしたことを連合国は大きく宣伝した。
しかし戦後処理にはずさんな点が多くあり、大国の思惑が絡み合って領土確定が行われたため、東欧に平和と安定が訪れることはなかった。戦争目的の筆頭だったポーランドは領土問題に不満を持ち、ソビエト連邦やチェコスロバキアと戦争状態に陥り、かつてのオーストリアの盟邦ハンガリーも、戦争責任を問われて領土が大幅に縮小されたため不満がくすぶり続けた。中欧・東欧の混乱は、「ヨーロッパの火薬庫」といわれていた第一次世界大戦以前となんら変わらなかった。またオーストリアでは、基幹産業がなくなり深刻な不況に陥った。更に戦前では国外からの投資が行われ、経済は非常に好調だったがそれがすべてなくなってしまったために多くの混乱がおこった。
やがてドイツでアドルフ・ヒトラーが台頭すると、かつて連合国側が掲げた「民族自決」を逆手に取られ、中欧・東欧諸国に散らばっているドイツ系人の保護を名目として次々と攻略された。中欧・東欧の小国は各個撃破され、かつての帝国諸民族の血みどろの抗争が繰り広げられた。そして第二次世界大戦後、中欧・東欧の諸国の大半はソビエト連邦の衛星国として東西冷戦の最前線となった。結局、諸民族が混在して民族ごとの領域を確定できない中欧・東欧で、無理やり「民族自決」が適用されたために、さらなる混乱が生まれたのである。
帝国の支配体制の一番のメリットは、この混沌とした地域を一応一つにまとめていたことにある。民族は違えど同じ帝国臣民として、帝国内を行き来し、戦争もともに戦った。ドイツとロシアという大勢力の狭間に存在した一つの大国であった。昔から東ローマ帝国、大ハンガリー、モンゴル帝国、オスマン帝国などの支配下に入り、分断・併合の連続だった同地域における秩序確立を、緩やかな統合によって成し遂げていた点だけでも帝国の存在意義は十分にあった。
帝国内の各民族の地位については、時代が下るにつれて向上してきていた。諸民族のねばり強い運動や各地域の重要性などもあり、支配階級も譲歩せざるを得なかった。オーストリア・マルクス主義が主張したような、帝国の「民主的連邦制」への改変まではいかなかったが、全ての諸民族に普通選挙権が与えられるなど、それなりの地位を得ることはでき、皇帝への諸民族の信頼も厚かった。（アウスグライヒ）。しかし、その中途半端さが独立への道に進ませたことも事実である。オーストリアの場合は、崩壊の仕方が全くもって最悪であった。第一次世界大戦という長引く戦争で、諸民族の連邦制支持派が衰退して独立派が台頭し、連合国の格好の標的となった。諸外国の介入を受けても引き離されないほどの一体感と統一性を諸民族にもたせることができなかったことが、この帝国の一番の失敗であったと言える。
逆に、諸民族の離脱によって取り残される形となったオーストリアのドイツ系住民にとっては、帝国の崩壊と領土の縮小のみならず、19世紀以来の大ドイツ主義に基づくドイツとの合併までも禁止されたため、自己の民族アイデンティティまでも喪失した。これは後々までオーストリアの政情の不安定さをもたらし、ついには自身もオーストリア出身であるアドルフ・ヒトラーの率いるナチス・ドイツによる併合（アンシュルス）へと至らしめた。十四か条の平和原則の原案を書いたウォルター・リップマンは、「各民族の自治権は確立しても、ハプスブルク帝国を解体してはならない」とウィルソン大統領に進言し、条項草案に帝国の存続を盛り込んだ。結局オーストリア＝ハンガリー帝国は崩壊してしまったが、「これが中欧の政治的均衡を破壊し、ヒトラーへの道を開いた」とリップマンは後々まで嘆いた。

## 地域構成

オーストリア＝ハンガリーの版図

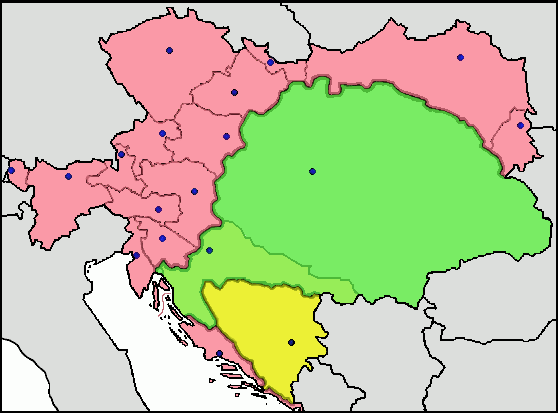
赤色の地域がツィスライタニエン、青色の地域がトランスライタニエン、黄色の地域が両者共同統治のボスニア＝ヘルツェゴヴィナ

### 帝国議会において代表される諸王国および諸邦（ツィスライタニエン）
1. ボヘミア王国
2. ブコヴィナ公国
3. ケルンテン公国
4. カルニオラ公国
5. ダルマチア王国
6. ガリツィア・ロドメリア王国
7. オーストリア沿海州
1861年にゲルツ＝グラディスカ伯爵領イストリア辺境伯領、帝国直属都市トリエステの3つに分割
8. エンス川下オーストリア大公国
9. モラヴィア辺境伯領
10. ザルツブルク公爵領
11. 上下シュレージエン公爵領
12. シュタイアーマルク公爵領
13. チロル伯領
14. エンス川上オーストリア大公国
15. チロル領フォアアールベルク

### 神聖なるハンガリーのイシュトヴァーン王冠の諸邦（トランスライタニエン）
16. ハンガリー王国
17. クロアチア＝スラヴォニア王国（クロアチア・スラヴォニア）

### 共同統治
18. 共同統治国ボスニア・ヘルツェゴヴィナ（ボスニア＝ヘルツェゴヴィナ）

### 植民地
- 天津租界（オーストリア天津租界）
- ニコバル諸島、ナツナ諸島、アナンバス諸島及びソロモン諸島（計画のみ[7]）

## 文化
帝国の末期は、文化の終焉期ではなかった。立派な帝立の劇場や美術・音楽などの学校を有し、文化が振興されていた。その上、文化人だけでなく有能な学者も輩出しており、国勢の衰退傾向を思わせない文化・学問の花を咲かせていた。ことに音楽・美術の点では、当時のヨーロッパの中心的存在であった。画家志望だった若きヒトラーがウィーンの帝立美術学校に入学しようとやって来たのもこの時期である。

### 作曲家
- グスタフ・マーラー
- アントン・ブルックナー
- ヨハネス・ブラームス - 生まれはドイツのハンブルクだが、活動の拠点はウィーン
- ヨハン・シュトラウス一家
- フーゴー・ヴォルフ
- エーリヒ・ヴォルフガング・コルンゴルト
- アルノルト・シェーンベルク
- アントニン・ドヴォルザーク
- フランツ・レハール - ハンガリー在住ドイツ人として生まれ、チェコで学び、バルカン音楽にも精通し、ウィーンで活躍し、最後はベルリンを本拠とし、ナチスの庇護も受けたという、ハプスブルク帝国の申し子のような人物である。
- フランツ・リスト

### 学者
- ジークムント・フロイト
- アルフレッド・アドラー
- ルートヴィヒ・ウィトゲンシュタイン
- カール・ポパー
- グレゴール・ヨハン・メンデル
- カール・ラントシュタイナー
- エルヴィン・シュレーディンガー
- ルートヴィヒ・ボルツマン
- エルンスト・マッハ
- クルト・ゲーデル
- ジョン・フォン・ノイマン
- カール・メンガー
- ヨーゼフ・シュンペーター

### 画家
- グスタフ・クリムト
- オスカー・ココシュカ
- エゴン・シーレ

## 軍事
アウスグライヒ法以降、オーストリア＝ハンガリー帝国は外交・財政・軍事を共通業務とするため、国土全体の防衛を目的とした共通陸軍が設置された。しかしハンガリー側は自治国家の象徴として独自の国防軍の設置を希望し、オーストリア側にも独自の国防軍を設置する事を条件に、互いの政府管轄下のオーストリア国防軍（ラントヴェア）とハンガリー国防軍（ホンヴェート）が設置された。

### 構成
兵種は歩兵・騎兵・砲兵・工術隊・衛生隊・輜重隊の6つで構成されていた。

## 略年表
- 1867年 - ハンガリーとアウスグライヒ（妥協）。オーストリア＝ハンガリー二重帝国成立[10]。
- 1869年 - 日墺修好通商航海条約締結、日本との国交が結ばれる[11]。
- 1873年 - 6月、三帝同盟成立[12]。
- 1878年 - 6月13日、ベルリン列国会議に参加。ベルリン条約で、ボスニア・ヘルツェゴヴィナの行政権を得る[13]。
- 1879年 - ドイツ帝国と同盟[14]。
- 1881年 - 6月、三帝協商成立[15]。
- 1882年 - 5月、三国同盟成立[16]。
- 1887年 - 6月、独露再保障条約[17]。オーストリア、三帝協商の更新を受けず[15]。
- 1897年 - 最初の普通選挙による帝国議会選挙[18]。バデーニ言語令によるドイツ系・チェコ系の対立で国政が混乱[18]。
- 1900年 - 清国で義和団の乱が発生したため、列強国連合として派兵を行う[19]。
- 1903年 - 6月、清国天津市市域の一部を租界地として獲得[20]。
- 1907年 - 男子普通選挙法成立[21]。
- 1908年 - 10月、ボスニア、ヘルツェゴヴィナの併合を宣言[22]。
- 1912年 - 第一次バルカン戦争。この時、セルビア王国の力を抑制すべくオスマン帝国を支援。終戦後はセルビア占領地域のアルバニアの建国を支援。
- 1914年
  - 6月28日 - オーストリア大公フランツ・フェルディナント夫妻、サラエヴォで暗殺される（サラエボ事件）[23]。
  - 7月5日 - セルビアに対抗すべく、ドイツの支援を求めこれを獲得する[24]。
  - 7月24日 - 厳しい内容の最後通牒をセルビア政府に送付[24]。
  - 7月25日 - セルビアが最後通牒の一部を拒否、ロシア帝国に支援を求める。
  - 7月28日 - セルビアに宣戦布告[25]。
  - 7月29日 - ベオグラードを砲撃。ロシアが兵力動員を開始。
  - 8月1日 - ドイツがロシアに宣戦布告した[25]。イギリス艦隊動員。フランス軍、ドイツのルクセンブルク侵攻に対して兵力動員。
  - 8月3日 - ドイツがベルギーに侵攻、フランスに宣戦布告[25]。
  - 8月4日 - イギリスがドイツに宣戦布告[25]。
  - 8月5日 - オーストリアがロシアに宣戦布告[25]。
  - 8月10日 - フランスがオーストリアに宣戦布告[25]。
  - 8月11日 - イギリスがオーストリアに宣戦布告[25]。
- 1915年
  - 5月23日 - イタリア王国がオーストリアに対して宣戦布告[25]。
  - 10月 - セルビア全土を占領。
- 1916年
  - 6月 - ブルシーロフ攻勢でロシア軍に惨敗を喫す[24]。
  - 8月27日 - ルーマニア王国がオーストリアに対して宣戦布告[25]。
  - 11月21日 - フランツ・ヨーゼフ1世崩御、カール1世即位[25]。
  - 12月 - ルーマニアの大半を占領、ルーマニア王国を降伏させる。
- 1917年
  - 1月 - 皇后ツィタの兄であるシクストゥス公子による単独講和工作の初め。
  - 10月 - 膠着したイゾンツォ戦線にドイツ軍が参戦、カポレットの戦いでイタリア王国に勝利を収める[26]。
- 1918年
  - 3月3日 - ロシア革命政府、同盟軍と単独講和を行い戦争を離脱。
  - 4月 - 帝国内の諸民族による自治要求（ローマ会議）。
  - 6月15日 - イゾンツォ戦線で単独攻勢を開始、ピアーヴェ川の戦いでイタリア王国軍に敗北する。
  - 10月 - ブダペスト暴動起こる。チェコスロヴァキア共和国独立を宣言[27]、以後帝国内で独立相次ぐ。
  - 10月24日 - ヴィットリオ・ヴェネトの戦いで敗北。退却中に主力軍が降伏し、主戦力を喪失。
  - 10月27日 - 連合国各国に対し降伏を宣言。
  - 11月3日 - イタリア王国とヴィラ・ジュスティ休戦協定を結び停戦、降伏[28]。
  - 11月11日 - カール1世、「国事不関与」を宣言してシェーンブルン宮殿を退去。

## 日本との関係

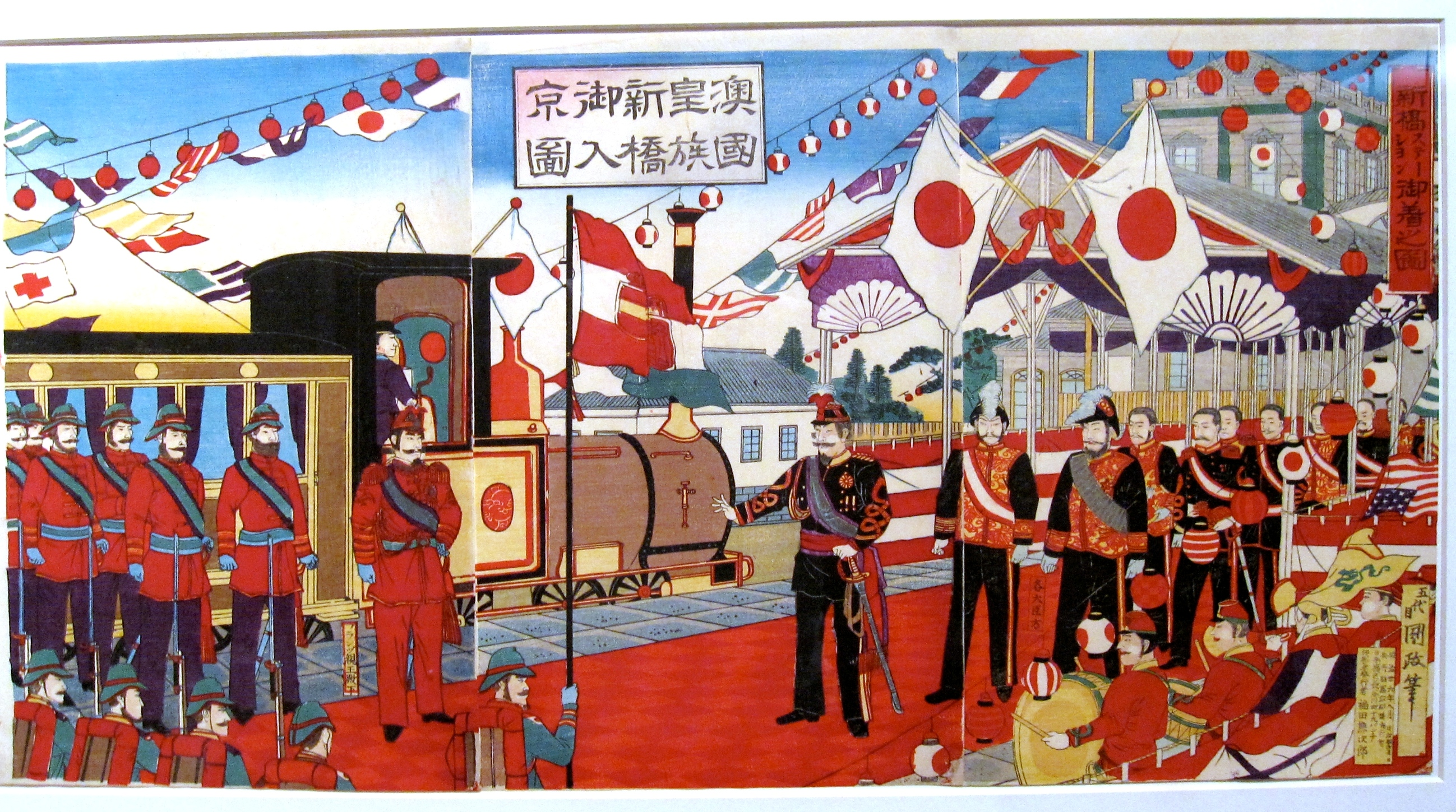
新橋駅に到着したフランツ・フェルディナントを描いた日本の錦絵（楳堂小国政画）

1873年（明治6年）6月に岩倉使節団がオーストリア＝ハンガリー帝国を訪問しており、その当時のオーストリア各州の地理が、『米欧回覧実記』に記されている。明治22年3月よりビーゲレーベン男爵が特命全権大使として日本に着任し、明治25年まで3年以上勤務した。その後任としてハインリヒ・クーデンホーフ＝カレルギー伯爵が代理公使として着任した（ハインリヒと日本人妻の次男はのちにEU発足のきっかけとなった国際汎ヨーロッパ連合を提唱したリヒャルト・クーデンホーフ＝カレルギー）。
1892年（明治25年）、後にサラエヴォでセルビア人民族主義者により暗殺され第一次世界大戦勃発のきっかけとなった皇太子フランツ・フェルディナント・フォン・エスターライヒ＝エステが世界一周旅行の際来日した。1913年（大正2年）皇太子はシェーンブルン宮殿に見よう見まねで日本庭園を造営させた。1998年（平成10年）日本から庭師を招き正式に枯山水の庭園が整備された。
1910年（明治44年）、オーストリア＝ハンガリー帝国のテオドール・エードラー・フォン・レルヒ少佐は、日露戦争でロシア帝国に勝利した日本陸軍の研究のため1910年11月に交換将校として来日、翌年新潟県上越市において日本で初めて本格的なスキー指導（ただし一本杖を用いたスキー術）をおこなった。さらに1912年には旭川で指導した。
1911年（明治44年）に行われたカール皇子とブルボン＝パルマ家のツィタの結婚にたいして明治天皇がフランツ・ヨーゼフ1世に「大祝辞」を発した。

## その他
- 2022年、ウクライナ政府は、ハンガリーのオルバーン・ヴィクトル首相がオーストリア＝ハンガリー帝国時代の地図（ウクライナ西部が帝国領となっている）をあしらったマフラーを公の場で着用していたことに抗議、謝罪を要求した[31]。